# Balogum
Balogum (em iorubá: balógun) - Título militar equivalente a chefe do exército na sociedade Iorubana. No sistema religioso Afro-Brasileiro é o cargo máximo e vitalício entre os sacerdotes do culto do Orixá Ogum no âmbito de uma casa de culto.